# Bond der Communisten
De Bond der Communisten (1847–1852) was de eerste internationale marxistische organisatie. Deze bond werd opgericht te Parijs in 1836 als Bond der Rechtvaardigen (Ligue des Justes), door in ballingschap levende Duitse arbeiders. Het werd een internationale organisatie, waar Karl Marx, Friedrich Engels en Johann Eccarius lid van werden.

## Origine
De Bond der Rechtvaardigen was een splintergroep van de Bond der Bannelingen. Deze bond werd in 1834 opgericht door Theodore Schuster en volgde utopisch socialistische en christelijk communistische idealen. De Bond der Rechtvaardigen nam deel aan de opstand geleid door Louis Auguste Blanqui in mei 1839. Het door Wilhelm Weitling gepubliceerde Waarborgen voor Harmonie en Vrijheid, dat privé-eigendom en de bourgeois bekritiseerde, vormde de basis voor zijn politieke theorie. In 1847 telde de Bond der Rechtvaardigen ongeveer 1000 leden, waaronder uit Latijns-Amerika.

## Oprichting van de Bond der Communisten
De Bond der Communisten werd in juni 1847 te Londen opgericht, door de samensmelting van de Bond der Rechtvaardigen en het 15 leden tellende Communistisch Correspondentie Comité van Brussel. Op deze conferentie werd het motto veranderd in Working Men of All Countries, Unite! ("Arbeiders uit alle landen, verenigt u!"). Ook werd de naam van de vereniging veranderd in Bond der Communisten en onderging de organisatie een volledige hervorming.
Een tweede congres werd in november en december 1847 te Londen georganiseerd. Zowel Marx als Engels waren hierbij aanwezig. Tijdens dit congres werd beslist een manifest samen te stellen, dit zou het Communistisch manifest worden.
De bond kwam terug samen in 1849 en rond 1850 publiceerden hij de Neue Rheinische Zeitung.
In 1850 brak de Duitse spion Wilhelm Stieber binnen bij Karl Marx en ontvreemdde er registers met namen van leden van de Bond der Communisten. Deze documenten werden gegeven aan Frankrijk en enkele Duitse staten, wat leidde tot de gevangenneming van enkele leden.
Na het proces in Keulen van 1852 werd de Bond der Communisten formeel ontbonden.

## Leden
- Bruno Bauer
- Collet Dobson Collet
- Friedrich Engels
- Wilhelm Liebknecht
- Karl Marx